# Lingua azera

Diffusione della lingua azera.

La lingua azera o azerbaigiana (nome nativo Azərbaycan dili) è una lingua turca parlata in Azerbaigian, Iran, Georgia, Russia, Iraq, Turchia, Ucraina, Kazakistan, Afghanistan, Turkmenistan, Uzbekistan, Kirghizistan.
Al 2022, è parlato da circa 24 milioni di parlanti totali. Ethnologue fornisce i seguenti dati per due varietà ancora vive di azero: azero meridionale (14,6 milioni) e azero settentrionale (9,2 milioni).

## Distribuzione geografica
Secondo Ethnologue, l'azero è un macrolinguaggio che, nel 2013, era parlato da 50 milioni di persone nel mondo; nel 2018, i parlanti nativi erano 30 milioni.
Alcuni dialetti di questa lingua si parlano in diverse parti dell'Iran (ma soprattutto nell'area nord-occidentale, conosciuta come Azerbaigian iraniano), dove è la lingua dominante e la lingua franca per le minoranze linguistiche dell'area quali i curdi, gli armeni e i talisci; la maggior parte degli azerofoni del mondo vive in Iran. La lingua è parlata anche nella Repubblica del Daghestan, in Russia, nella Georgia sud-orientale, nell'Iraq settentrionale e nella Turchia orientale.

## Classificazione
È una lingua turca del gruppo oghuz, strettamente legata al turco e storicamente influenzata da persiano e arabo.
Secondo Ethnologue, la classificazione della lingua azera è la seguente:
- Lingue altaiche
  - Lingue turche
    - Lingue turche meridionali
      - Lingua azera
        - Lingua azera settentrionale (azj)
        - Lingua azera meridionale (azb)
        - Lingua salchuq (slq)

## Lingua ufficiale
È la lingua ufficiale della Repubblica dell'Azerbaigian.

## Dialetti e lingue derivate
Lo standard ISO 639-3 classifica l'azero come macrolingua composta da tre distinti membri: la lingua azera settentrionale, la lingua azera meridionale e la lingua salchuq.

### Lingua azera settentrionale (azj)
Parlata in Azerbaigian, Daghestan e altre repubbliche ex-sovietiche, è la lingua ufficiale dell'Azerbaigian. È molto simile al turco moderno. Viene anche parlata nel Daghestan meridionale, lungo le coste del Mar Caspio, sul versante meridionale delle montagne del Caucaso e in zone sparse dell'Asia centrale. Vi sono circa 7,3 milioni di locutori nativi e quasi 8 milioni che lo parlano come seconda lingua.
Il dialetto shirvan è la base dell'azero standard. Dal 1992, in Azerbaigian, viene scritto ufficialmente utilizzando l'alfabeto latino, ma il vecchio sistema basato sull'alfabeto cirillico è ancora in uso.

### Lingua azera meridionale (azb)
La lingua azera meridionale è parlata nel Nord-ovest dell'Iran (Azerbaigian persiano, in parte del Kurdistan) e, in misura minore, nella regione di confine tra Iraq e Turchia, con una piccola comunità anche in Siria.
In Iran il termine persiano per "azero" è torki che, letteralmente, significa turco; in Azerbaigian viene normalmente pronunciato türki.
La lingua è ampiamente parlata anche nella Regione di Teheran, in quanto gli Azeri sono di gran lunga la minoranza etnica più numerosa sia in città sia nei territori limitrofi, dove formano circa il 25% dei residenti. Il CIA World Factbook riporta che la percentuale di locutori in lingua azera meridionale arrivi al 16% dell'intera popolazione iraniana, approssimativamente 16,9 milioni di persone, infatti l'etnia azera forma il secondo gruppo etnico in Iran: questo fa della lingua la seconda più parlata nel paese.
Il sistema di scrittura utilizzato è un alfabeto arabo modificato.

### Lingua salchuq (slq)
Oggi è quasi certamente estinta. Anticamente parlata in Iran.

## Storia
La lingua azera moderna gradualmente soppiantò le preesistenti lingue iraniche (il tat e il pahlavi nel sud), e una varietà di lingue caucasiche (in particolare l'udi, più a nord) ed è diventata la lingua principale prima della dinastia safavida; comunque, alcune minoranze in Azerbaigian e Iran continuano a parlare le vecchie lingue iraniche tuttora, e prestiti dal pahlavi e dal persiano sono numerosi in azero.
L'azero è diventato una lingua letteraria molto presto, con alcuni lavori che datano fino all'XI secolo. La conquista russa dell'Azerbaigian settentrionale del XIX secolo divise la comunità di parlanti tra due stati; l'Unione Sovietica promosse lo sviluppo della lingua, ma la cambiò notevolmente con due successive riforme dell'alfabeto (dall'alfabeto arabo a quello latino, fino all'alfabeto cirillico), mentre gli azeri in Iran continuarono ad usare l'alfabeto arabo come avevano sempre fatto. Dopo l'indipendenza, la Repubblica di Azerbaigian decise di cambiare ancora, adottando l'alfabeto latino secondo il modello turco.

## Letteratura
Nell'XI secolo nasce la letteratura classica in azero, basata sui dialetti di Tabriz e Shirvan, facendo uso dei quali scrissero i suoi principali esponenti: Nasimi, Fuzuli e Khatai. La letteratura moderna azera invece si fonda sul solo dialetto di Shirvani, mentre in Iran viene utilizzato quello di Tabriz. Il primo quotidiano in azero, Əkinçi fu pubblicato nel 1875. Durante il periodo sovietico l'azero viene utilizzato come lingua franca tra le popolazioni turche dell'unione.
A partire dalla metà del XIX secolo inizia ad essere insegnato nell'università di Baku, Ganja, Sheki, Tbilisi, e Erevan. Dal 1845 viene introdotto anche tra gli insegnamenti dell'Università di San Pietroburgo in Russia.
Famose opere letterarie in azero sono Il libro di Dede Korkut (di cui l'UNESCO celebrò il suo 1300º anniversario nel 1998, fu scritto in antico Oghuz, un dialetto turco), Koroğlu, Leyla e Majnun, e Heydar Babaya Salam. Tra i più importanti scrittori e poeti azeri vi sono Imadeddin Nasimi, Muhammed Fuzuli (il primo poeta a scrivere completamente in azero, ma anche in persiano), Hasanoglu Izeddin, Shah Ismail I (il re Azeri), Khurshud Banu Natavan (poetessa), Mirza Fatali Akhundov, Mirza Sabir (satirico), Bakhtiar Vahabzade, e Mohammad-Hossein Shahriar (il quale scrisse però più poemi in persiano che in azero)

## Fonologia

### Vocali

Fonemi vocali dell'azero standard.

Fonemi vocali dell'azero standard: /i, y, ɯ, u, e, œ, o, æ, ɑ/

## Sistema di scrittura

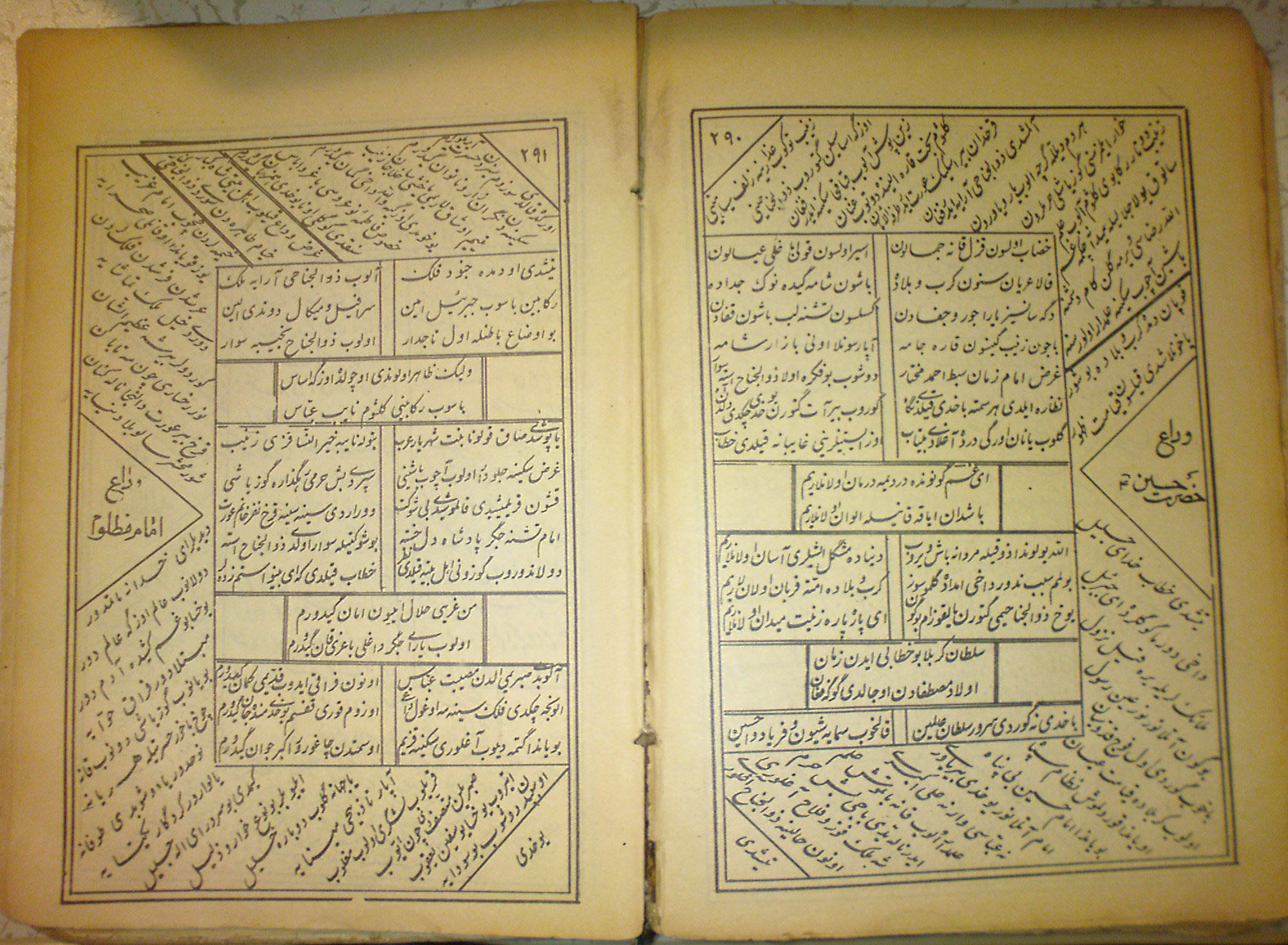
Testi azeri in alfabeto arabo

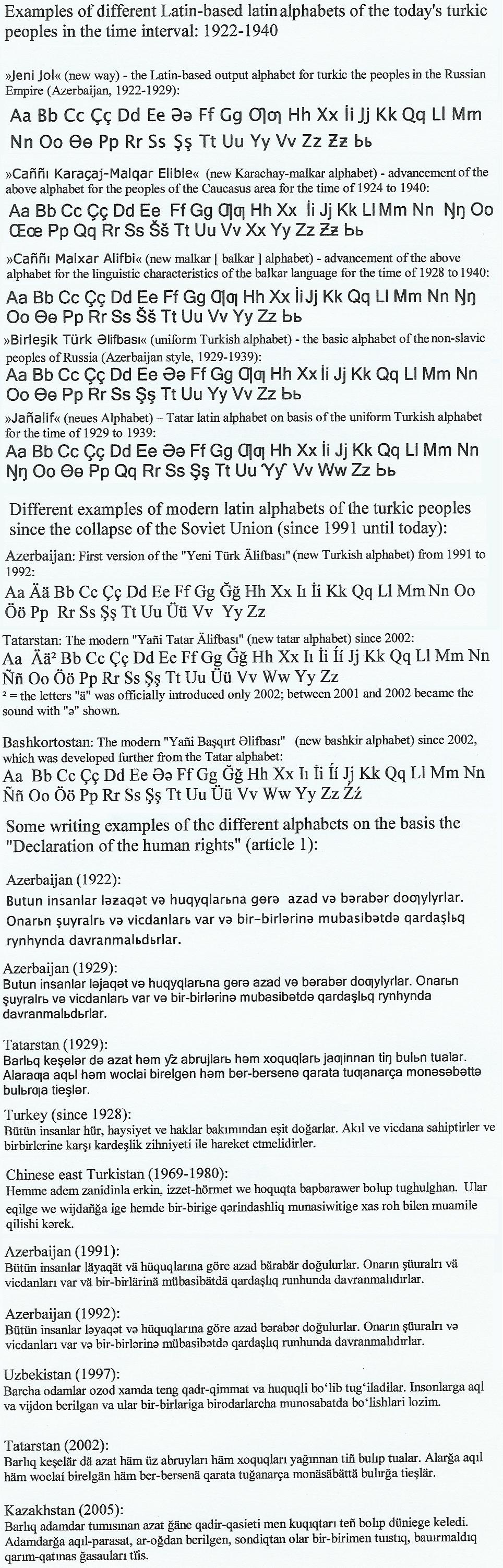
Alfabeti latini delle popolazioni turki

Gli azeri usano l'alfabeto latino, ma il cirillico di epoca sovietica è ancora ampiamente in uso; inoltre è diffuso anche l'alfabeto arabo a sud. Per gli azeri vi è una corrispondenza precisa tra gli alfabeti latino e cirillico, anche se il secondo ha un ordine diverso:
(Aa Аа), (Bb Бб), (Cc Ҹҹ), (Çç Чч), (Dd Дд), (Ee Ее), (Əə Әә), (Ff Фф), (Gg Ҝҝ), (Ğğ Ғғ), (Hh Һһ), (Xx Хх), (Iı Ыы), (İi Ии), (Jj Жж), (Kk Кк), (Qq Гг), (Ll Лл), (Mm Мм), (Nn Нн), (Oo Оо), (Öö Өө), (Pp Пп), (Rr Рр), (Ss Сс), (Şş Шш), (Tt Тт), (Uu Уу), (Üü Үү), (Vv Вв), (Yy Јј), (Zz Зз).
Prima del 1929 l'azero era scritto soltanto in alfabeto arabo. Tra il 1929 e il 1938 si è invece usato un alfabeto latino, seppure diverso da quello attualmente in uso. Dal 1938 al 1991 è stato poi in uso il cirillico, sostituito nel 1991 da quello latino attualmente in uso, anche se la transizione è stata lenta. Gli azeri che vivono nelle due province che da loro prendono nome in Iran (ovest e est) hanno invece sempre continuato a usare l'alfabeto arabo nella variante persiana.
La lingua azera scritta in alfabeto latino traslittera tutte le parole straniere secondo le proprie regole grafiche. Per esempio, Bush diventa Buş e Schröder diventa Şröder.
| Arabo        | Latino    | Cirillico | Latino   | Trascrizione fonetica |
| ------------ | --------- | --------- | -------- | --------------------- |
| Fino al 1929 | 1929–1939 | 1939–1991 | Dal 1991 | Trascrizione fonetica |
| ا ,آ         | A a       | А а       | A a      | a                     |
| ﺏ            | B b       | Б б       | B b      | b                     |
| ﺝ            | C c       | Ҹ ҹ       | C c      | ʤ                     |
| چ            | Ç ç       | Ч ч       | Ç ç      | ʧ                     |
| ﺩ            | D d       | Д д       | D d      | d                     |
|              | E e       | Е е       | E e      | e                     |
| ‎ﻉ‎ (کسره)     | Ə ə       | Ә ә       | Ə ə      | æ                     |
| ﻑ            | F f       | Ф ф       | F f      | f                     |
| گ            | G g       | Ҝ ҝ       | G g      | ɟ                     |
| ﻍ            | Ğ ğ       | Ғ ғ       | Ğ ğ      | ɣ                     |
| ﺡ ,ﻩ         | H h       | Һ һ       | H h      | h                     |
| ﺥ            | X x       | Х х       | X x      | x                     |
|              | I i       | Ы ы       | I ı      | ɯ                     |
| ی            | Ь ь       | И и       | İ i      | i                     |
| ژ            | J j       | Ж ж       | J j      | ʒ                     |
| ﻙ            | K k       | К к       | K k      | k                     |
| ﻕ            | Q q       | Г г       | Q q      | g                     |
| ﻝ            | L l       | Л л       | L l      | l                     |
| ﻡ            | M m       | М м       | M m      | m                     |
| ﻥ            | N n       | Н н       | N n      | n                     |
| ﻭ            | O o       | О о       | O o      | o                     |
|              | Ö ö       | Ө ө       | Ö ö      | œ                     |
| پ            | P p       | П п       | P p      | p                     |
| ﺭ            | R r       | Р р       | R r      | r                     |
| ﺙ ,ﺱ ,ﺹ      | S s       | С с       | S s      | s                     |
| ﺵ            | Ş ş       | Ш ш       | Ş ş      | ʃ                     |
| ﺕ ,ﻁ         | T t       | Т т       | T t      | t                     |
| ﻭ            | U u       | У у       | U u      | u                     |
| ﻭ            | Ü ü       | Ү ү       | Ü ü      | y                     |
| ﻭ            | V v       | В в       | V v      | v                     |
| ی            | Y y       | Ј ј       | Y y      | j                     |
| ﺫ ,ﺯ ,ﺽ ,ﻅ   | Z z       | З з       | Z z      | z                     |

## Vocabolario

### Numeri cardinali
Sıfır (zero), bir (uno), íki (due), üç (tre), dörd (quattro), beş (cinque), altı (sei), yeddi (sette), səkkiz (otto), doqquz (nove), on (dieci).
Per i numeri dall'undici al diciannove, letteralmente essi sono "diec- uno", "dieci-due", e così via.
| Italiano    | Azero      |
| ----------- | ---------- |
| venti       | iyirmi     |
| trenta      | otuz       |
| quaranta    | qırx       |
| cinquanta   | əlli       |
| sessanta    | altmış     |
| settanta    | yetmış     |
| ottanta     | səksən     |
| novanta     | doxsan     |
| cento       | yüz        |
| mille       | bir min    |
| un milione  | bir milyon |
| un miliardo | bir milyar |

### Alcune frasi
| Italiano                                          | Azero                                                 |
| ------------------------------------------------- | ----------------------------------------------------- |
| Si.                                               | Bəli.                                                 |
| No.                                               | Yox.                                                  |
| D'accordo!                                        | Yaxşı                                                 |
| È impossibile.                                    | Qeyri-mümkün.                                         |
| Certamente.                                       | Əlbəttə.                                              |
| Perfetto                                          | Mükəmməl                                              |
| Chissà                                            | Bəlkə                                                 |
| Mi posso presentare?                              | Özümü təqdim edə bilərəmmi?                           |
| Chi è Lei?                                        | Siz kimsiniz?                                         |
| Chi sei tu?                                       | Sən kimsən?                                           |
| Come si chiama?                                   | Adınız nədir?                                         |
| Come ti chiami?                                   | Adın nədir?                                           |
| Mi chiamo Ramil.                                  | Adım Ramildir.                                        |
| Il mio cognome è Babayev.                         | Soyadım Babayevdir.                                   |
| Io mi chiamo Ramil Babayev.                       | Mənim adım Ramil Babayevdir.                          |
| Se mi permette voglio presentare il mio amico.    | İcazə versəniz sizinlə dostumu tanış etmək istəyirəm. |
| Molto piacere.                                    | Çox şad oldum.                                        |
| Di che nazionalità è?                             | Hansı millətdənsiniz?                                 |
| Di che nazionalità sei?                           | Hansı millətdənsən?                                   |
| Sono turco.                                       | Türkəm.                                               |
| Sono turca.                                       | Türkəm.                                               |
| Sono italiano.                                    | İtalyanam.                                            |
| Sono italiana.                                    | İtalyanam.                                            |
| Da che città viene?                               | Hansı şəhərdən gəlirsiniz?                            |
| Da che città vieni?                               | Hansı şəhərdən gəlirsən?                              |
| Sono di Baku.                                     | Bakıliyəm.                                            |
| Da che paese viene?                               | Hansı ölkədən gəlirsiniz?                             |
| Da che paese vieni?                               | Hansı ölkədən gəlirsən?                               |
| Vivo in Azerbaigian.                              | Azərbaycanda yaşayıram.                               |
| È straniero?                                      | Xaricisinizmi?                                        |
| È straniera?                                      | Xaricisinizmi?                                        |
| Sei straniero?                                    | Xaricisənmi?                                          |
| Sei straniera?                                    | Xaricisənmi?                                          |
| Quale è il suo mestiere?                          | Peşəniz nədir?                                        |
| Quale è il tuo mestiere?                          | Peşən nədir?                                          |
| Sono medico. (m/f)                                | Həkiməm.                                              |
| Sono scolaro/a.                                   | Tələbəyəm.                                            |
| Sono avvocato. (m/f)                              | Vəkiləm.                                              |
| Da quando è qui?                                  | Nə vaxtdan buradasınız?                               |
| Da quando sei qui?                                | Nə vaxtdan buradasan?                                 |
| Sono qui da un anno.                              | Bir ildir buradayam.                                  |
| Quanti anni ha?                                   | Neçə yaşınız var?                                     |
| Quanti anni hai?                                  | Neçə yaşın var?                                       |
| Ho trenta anni.                                   | Otuz yaşım var.                                       |
| Dove vive la sua famiglia?                        | Ailəniz harada yaşayır?                               |
| Dove vive la tua famiglia?                        | Ailən harada yaşayır?                                 |
| È sposato/a?                                      | Evlisinizmi?                                          |
| Sei sposato/a?                                    | Evlisənmi?                                            |
| No, sono single/celibe/nubile.                    | Yox, subayam.                                         |
| Sì, sono sposato/a.                               | Bəli, evliyəm.                                        |
| Sì, sono sposato/a da cinque anni e ho un figlio. | Bəli, beş ildir evliyəm və bir oğlum var.             |
| Ho una sorella e due fratelli.                    | Bir bacım və iki qardaşım var.                        |
| Ho i capelli neri e gli occhi marroni.            | Qara saçım və qəhvəyi gözlərim var.                   |
| Sono settanta chili.                              | Yetmiş kiloyam.                                       |
| Sono un metro e settanta.                         | Boyum bir yetmişdir.                                  |
| Quali lingue parla?                               | Hansı dillərdə danışırsınız?                          |
| Quali lingue parli?                               | Hansı dillərdə danışırsan?                            |
| Parla l'italiano?                                 | İtalyanca danışırsınızmı?                             |
| Parli l'italiano?                                 | İtalyanca danışırsanmı?                               |
| Sì, parlo un po' l'italiano.                      | Bəli, bir az italyanca danışıram.                     |
| No, non parlo l'italiano.                         | Yox, italyanca danışmıram.                            |
| Ho capito quello che ha detto.                    | Dediklərinizi anladım.                                |
| Ho capito quello che hai detto.                   | Dediklərini anladım.                                  |
| Parla molto bene.                                 | Çox yaxşı danışırsınız.                               |
| Parli molto bene.                                 | Çox yaxşı danışırsan.                                 |
| Posso leggere ma non posso parlare molto bene.    | Oxuya bilirəm amma çox yaxşı danışa bilmirəm.         |
| Mi capisce?                                       | Məni anlayırsınızmı?                                  |
| Mi capisci?                                       | Məni anlayırsanmı?                                    |
| Non la capisco.                                   | Sizi anlamıram.                                       |
| Non ti capisco.                                   | Səni anlamıram.                                       |